# Place Aimé-Maillart
La place Aimé-Maillart est une voie située dans le quartier des Ternes du 17e arrondissement de Paris.

## Situation et accès
La place Aimé-Maillart est desservie par la ligne 2 à la station Ternes.

## Origine du nom

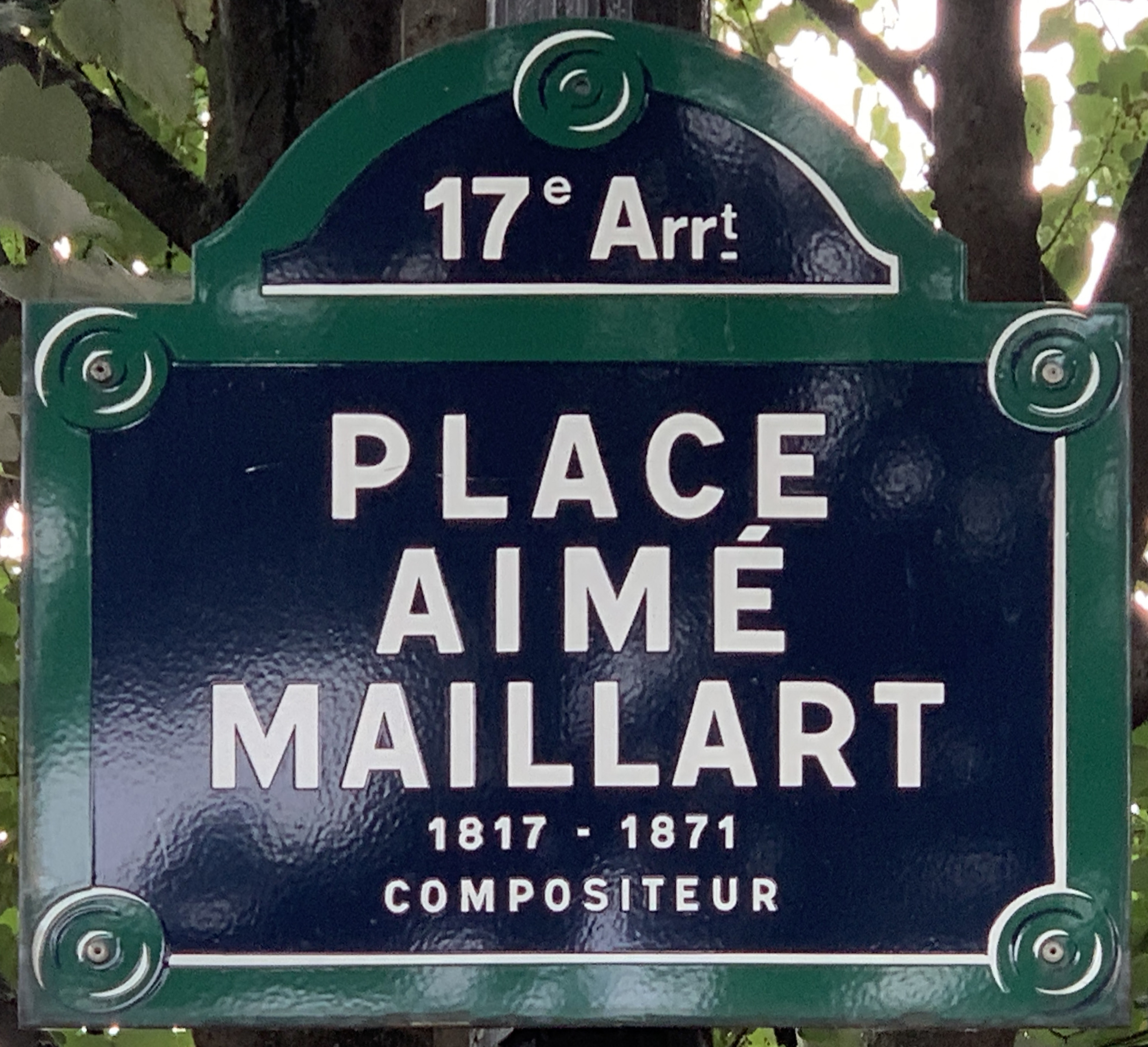
Plaque de la place.

Elle porte le nom du compositeur Louis-Aimé Maillart (1817-1871).

## Historique
La place est créée et prend sa dénomination actuelle en 1931 sur l'emprise des voies qui la bordent.